# Франклинизация
Франклинизация — метод физиотерапии, основанный на применении постоянного электрического поля высокой напряжённости в лечебных целях.
Метод получил название в честь Бенджамина Франклина, разрабатывавшего вопросы получения статического электричества.
В аппаратах франклинизации производится подача высокого напряжения (30—50 кВ) на игольчатый электрод. В результате возникает электрический разряд, оказывающий комплексное воздействие на окружающую среду:
- Поляризация клеточных элементов в областях организма, подвергаемых воздействию прибора.
- Возникновение потока аэроионов, падающего на поверхность тела, требующую лечебного воздействия.
- Ионизация и озонирование воздуха в зоне действия прибора.

Воздействие может оказываться как на весь организм (электростатическим душем или ванной), так и на отдельные поверхности тела.
При франклинизации происходит расширение периферических кровеносных сосудов, интенсификация газообмена и выделительной функции почек, снижение кровяного давления.
Показания к применению: неврозы, гипертоническая болезнь, бронхиальная астма, дерматозы, вяло гранулирующие раны, трофические язвы и др.